# Busaiteen Club
El Busaiteen (en árabe: البسيتين‎) es un equipo de fútbol de Baréin que juega en la Liga Premier de Baréin, la liga de fútbol más importante del país.

## Historia
Fue fundado en el año 1945 en el poblado de Busaiteen. Su único título hasta el momento ha sido la Copa FA en el año 2003 en 3 finales jugadas. Cuenta también con equipos en voleibol, tenis de mesa y atletismo. El equipo de voleibol es uno de los equipos más exitosos del país.
A nivel internacional ha participado en 2 torneos continentales, donde su mejor participación ha sido en la Copa de la AFC 2009, donde fue eliminado en los octavos de final por el Al-Karamah de Siria.

## Palmarés
- Liga Premier de Baréin: 1

2012-13
- Copa FA de Baréin: 1

2003

## Participación en competiciones de la AFC
- Liga de Campeones de la AFC: 1 aparición

2003 - Segunda ronda Clasificatoria
- Copa de la AFC: 1 aparición

2009 - Octavos de final

## Jugadores

### Jugadores destacados
| - Abdulaziz Saleh Al-Dosari - Basil Sultan Karim - Saleh Abdulhamid Mahmeedi - Gustavo Santos - Diego Escobar - Thierry Mouyouma - Sufian Abdullah (retirado) - Hassouneh Al-Sheikh - Ghanem Hamarsheh - Essam Mahmood - Nedal Jenadi | - Rabie El Afoui - Ismaël Alassane - Robert Akaruye - Mohammed Awadh - Yusuf Al-Yassi - Mohammed Bashar Al-Kaddor - Wajeh Al Saqeer - Steven Kier - Ali Al-Nono - Yaser Hamed |